# ラーキー・グルザール
ラーキー・グルザール（Rakhee Gulzar、1947年8月15日 - ）は、インドのヒンディー語映画、ベンガル語映画で活動する女優。1970年代から1980年代にかけて最も人気のある女優として知られ、キャリアを通して国家映画賞、フィルムフェア賞を受賞したほか、2003年にはインド政府からパドマ・シュリー勲章を授与されている。

## 生い立ち
1947年8月15日、インド独立宣言採択の数時間後にラーナーガートのベンガル人家庭に生まれ、故郷の女子学校で初等教育を受けて育った。ラーキーの父は東ベンガル州（現在のバングラデシュ）のメヘルプル村を拠点に靴の販売業を営んでいたが、インドの独立を機に西ベンガル州に移住している。

## キャリア
1967年にベンガル語映画『Badhu Bharan』で女優デビューし、1970年にダルメンドラ主演の『Jeevan Mrityu』でヒンディー語映画デビューを果たした。1971年には『Sharmeelee』でシャシ・カプールと共演したほか、『Lal Patthar』『Paras』に出演した。これらの作品で興行的な成功を収めたことで、ラーキーはヒンディー語映画における主演女優としての地位を確立した。1972年は『Shehzada』でラージェーシュ・カンナーと共演し、『Aankhon Aankhon Mein』ではラケシュ・ローシャンと共演してコメディ女優としての才能を開花させたものの、両作とも興行成績は低調だった。1973年は『Heera Panna』に出演した後、『Daag』でフィルムフェア賞 助演女優賞を受賞している。1974年に出演した『27 Down』は国家映画賞 ヒンディー語長編映画賞を受賞するなど高い評価を得ており、『テレグラフ』は彼女の演技について「彼女の自立した働く女性に対する繊細な解釈は、欠点のある主人公よりも強靭な精神を有したキャラクターを表現しており、当時の映画に登場した人工的な女性キャラクターとは一線を画す、まさに画期的な女性像だった」と批評している。
1976年は2本の映画に出演し、両作とも高い評価を得たことでラーキーのキャリアは全盛期を迎えた。ヤシュ・チョープラーの『Kabhi Kabhie』ではフィルムフェア賞 主演女優賞にノミネートされた。同作はラーキーの出演を念頭に脚本が執筆され、『Daag』の撮影中に出演が決定した。『フィルムフェア』は「この映画は彼女の優雅さを完璧に称えるための作品であり、彼女のワイン色の瞳は数え切れないほどの感情のプリズムだ。彼女の痛ましい声が、押し寄せる悲しみを抑え込み、アミターブ・バッチャン演じる詩人を絶望の淵に突き落とす美しいミューズを演じた。この映画は彼女の第二のキャリアの扉を開き、その後、批評家を圧倒し、アートハウス俳優から羨望の的となる大ヒット作への出演を果たすスターへの道を切り開くことになった。当初、そのヘーゼル色の瞳からニンミーと、悲劇的な姿からミーナー・クマーリーと比較されがちだったラーキーは、やがて、それらのすべてを乗り越えた独自の存在感を放つようになったのだ」と批評している。続いて出演したラージシュリー・プロダクション製作の『Tapasya』は、ラーキーが興行成績に影響を与えるドル箱女優としての地位を確立する作品となった。同作ではアスラーニー、パリークシト・サーヘニーと共演し、弟妹のために自身の夢を諦める女性を演じて演技を絶賛され、フィルムフェア賞主演女優賞を受賞した。後年、ラーキーは「キャリアの中で最も重要な作品の一つ」として『Tapasya』を挙げ、同作と『Blackmail』『Aanchal』を「キャリアの中で最高の演技を披露した作品」と語っている 。
『Heera Panna』『Banarasi Babu』『Joshila』『Lootmaar』ではデーヴ・アーナンドと共演したほか、『Sharmeelee』『Janwar Aur Insaan』『Kabhie Kabhie』『Doosra Aadmi』『Trishna』『Baseraa』『Bandhan Kuchchey Dhaagon Ka』『Zameen Aasmaan』『Pighalta Aasman』『Ek Do Teen Chaar』ではシャシ・カプールと共演している。また、アミターブ・バッチャンとは『Kabhie Kabhie』『Muqaddar Ka Sikandar』『Kasme Vaade』『Trishul』『黒いダイヤ』『Jurmana』『Barsaat Ki Ek Raat』『Bemisal』で共演し、『Hamare Tumhare』『Shriman Shrimati』で共演したサンジーヴ・クマールとのコンビは観客から人気を集めた。1981年にアニル・シャルマーの監督デビュー作『Shradhanjali』に出演した後、ラーキーのもとには「力強い女性主人公」のオファーが殺到し、『Aanchal』『Shaan』『Dhuan』『Shakti』『Yeh Vaada Raha』などに出演したほか、1984年にはアパルナー・セーンの『Parama』でベンガル映画ジャーナリスト協会賞 ヒンディー語映画部門主演女優賞を受賞している。1980年代後半から2000年代にかけて『Ram Lakhan』『Anari』『Khal Nayak』『Baazigar』『カランとアルジュン』『デザート・フォース』『Soldier』『Ek Rishtaa: The Bond of Love』『Dil Ka Rishta』などに出演し、2003年にはリトゥポルノ・ゴーシュの『Shubho Mahurat』で国家映画賞 助演女優賞を受賞した。2019年にはゴータム・ハルダルの『Nirbaan』で強い信念を持つ70歳の女性ビジョリバーラー役を演じている。

## フィルモグラフィー
- Badhu Bharan（1967年）
- Baghini（1968年）
- Aparajeya（1970年）
- Jeevan Mrityu（1970年）
- Sharmeelee（1971年）
- Reshma Aur Shera（1971年）
- Paras（1971年）
- Lal Patthar（1971年）
- Anokhi Pehchan（1972年）
- Aan Baan（1972年）
- Aankhon Aankhon Mein（1972年）
- Be-Imaan（1972年）
- Janwar Aur Insaan（1972年）
- Shehzada（1972年）
- Shaadi Ke Baad（1972年）
- Sub Ka Saathi（1972年）
- Wafaa（1972年）
- Yaar Mera（1972年）
- Heera Panna（1973年）
- Daag（1973年）
- Blackmail（1973年）
- Banarasi Babu（1973年）
- Joshila（1973年）
- Pagli（1974年）
- 27 Down（1974年）
- Mere Sajna（1975年）
- Angaarey（1975年）
- Tapasya（1976年）
- Kabhi Kabhie（1976年）
- Doosra Aadmi（1977年）
- Chameli Memsaheb（1978年）
- Trishna（1978年）
- Kasme Vaade（1978年）
- Trishul（1978年）
- Muqaddar Ka Sikandar（1978年）
- Hamare Tumhare（1979年）
- Jurmana（1979年）
- 黒いダイヤ（英語版）（1979年）
- Shyamla（1979年）
- Lootmaar（1980年）
- Aanchal（1980年）
- Hum Kadam（1980年）
- Shaan（1980年）
- ロッキー（英語版）（1981年）
- Laawaris（1981年）
- Dhuan（1981年）
- Barsaat Ki Ek Raat（1981年）
- Anusandhan（1981年）
- Baseraa（1981年）
- Shradhanjali（1981年）
- Yeh Vaada Raha（1982年）
- Taaqat（1982年）
- Shriman Shrimati（1982年）
- Bemisal（1982年）
- Dil Aakhir Dil Hai（1982年）
- Shakti（1982年）
- Bandhan Kuchchey Dhaagon Ka（1983年）
- Anand Aur Anand（1984年）
- Bandh Honth（1984年）
- Parama（1984年）
- Zindagi Jeene Ke Liye（1984年）
- Zameen Aasmaan（1984年）
- Pighalta Aasman（1985年）
- Saaheb（1985年）
- Amma（1986年）
- Zindagani（1986年）
- Muqaddar Ka Faisla（1987年）
- Dacait（1987年）
- Gold Medal（1988年）
- Mere Baad（1988年）
- Falak（1988年）
- Prateek（1988年）
- Sagar Sangam（1988年）
- Ram Lakhan（1989年）
- Santosh（1989年）
- Jeevan Ek Sanghursh（1990年）
- Saugandh（1991年）
- Pratikar（1991年）
- ルダリ 悲しむもの（英語版）（1993年）
- Pratimurti（1993年）
- Khal Nayak（1993年）
- Kshatriya（1993年）
- Dil Ki Baazi（1993年）
- Anari（1993年）
- Baazigar（1993年）
- Phiriye Dao（1994年）
- Swami Vivekananda（1994年）
- カランとアルジュン（英語版）（1995年）
- Kismat（1995年）
- Durjan（1996年）
- Jaan（1996年）
- Achena Atithi（1997年）
- デザート・フォース（英語版）（1997年）
- Jeevan Yudh（1997年）
- Ankhon Mein Tum Ho（1997年）
- Sham Ghansham（1998年）
- Barood（1998年）
- Soldier（1998年）
- Baadshah（1999年）
- Ek Rishtaa: The Bond of Love（2001年）
- Talaash: The Hunt Begins...（2003年）
- Dil Ka Rishta（2003年）
- Shubho Mahurat（2003年）
- Classmates（2009年）
- Nirbaan（2019年）
- Aamar Boss（2025年）

## 私生活
10代のころにジャーナリストから映画監督に転身したアジャイ・ビシュワースと結婚したが、数年後に離婚している。1973年にグルザールと結婚して娘メーグナー・グルザールを出産するが、1974年に夫と別居している。別居理由については「結婚後も女優業を続けることを巡って意見が対立し、『Kabhi Kabhie』への出演契約を結んだことで関係修復が困難になったため」と言われており、グルザールは彼女について「私の人生で最も長い短編小説」と称している。現在はムンバイ郊外のパンヴェルの農園で隠遁生活を送っている。

## 受賞歴
| 年                               | 部門                           | 作品                     | 結果       | 出典          |
| 栄典                             | 栄典                           | 栄典                     | 栄典       | 栄典          |
| -------------------------------- | ------------------------------ | ------------------------ | ---------- | ------------- |
| 2003年                           | パドマ・シュリー勲章           | N/A                      | 受賞       | [ 31 ]        |
| 国家映画賞                       |                                |                          |            |               |
| 2003年                           | 助演女優賞                     | 『Shubho Mahurat』       | 受賞       | [ 32 ]        |
| フィルムフェア賞                 |                                |                          |            |               |
| 1973年                           | 主演女優賞                     | 『Aankhon Aankhon Mein』 | ノミネート | [ 33 ] [ 34 ] |
| 1974年                           | 助演女優賞                     | 『Daag』                 | 受賞       | [ 33 ] [ 34 ] |
| 1977年                           | 主演女優賞                     | 『Tapasya』              | 受賞       | [ 33 ] [ 34 ] |
| 1977年                           | 主演女優賞                     | 『Kabhi Kabhie』         | ノミネート | [ 33 ] [ 34 ] |
| 1978年                           | 主演女優賞                     | 『Doosra Aadmi』         | ノミネート | [ 33 ] [ 34 ] |
| 1978年                           | 助演女優賞                     | 『Doosra Aadmi』         | ノミネート | [ 33 ] [ 34 ] |
| 1979年                           | 主演女優賞                     | 『Trishna』              | ノミネート | [ 33 ] [ 34 ] |
| 1980年                           | 主演女優賞                     | 『Jurmana』              | ノミネート | [ 33 ] [ 34 ] |
| 1982年                           | 主演女優賞                     | 『Baseraa』              | ノミネート | [ 33 ] [ 34 ] |
| 1983年                           | 主演女優賞                     | 『Shakti』               | ノミネート | [ 33 ] [ 34 ] |
| 1987年                           | 助演女優賞                     | 『Saaheb』               | ノミネート | [ 33 ] [ 34 ] |
| 1990年                           | 助演女優賞                     | 『Ram Lakhan』           | 受賞       | [ 33 ] [ 34 ] |
| 1994年                           | 助演女優賞                     | 『Anari』                | ノミネート | [ 33 ] [ 34 ] |
| 1996年                           | 助演女優賞                     | 『カランとアルジュン』   | ノミネート | [ 33 ] [ 34 ] |
| 1998年                           | 助演女優賞                     | 『デザート・フォース』   | ノミネート | [ 33 ] [ 34 ] |
| 1999年                           | 助演女優賞                     | 『Soldier』              | ノミネート | [ 33 ] [ 34 ] |
| ベンガル映画ジャーナリスト協会賞 |                                |                          |            |               |
| 1973年                           | ヒンディー語映画部門助演女優賞 | 『Daag』                 | 受賞       | [ 35 ]        |
| 1984年                           | ヒンディー語映画部門主演女優賞 | 『Parama』               | 受賞       | [ 19 ]        |